# Горожанский, Олег Всеволодович
Горожанский Олег Всеволодович (30 января 1924 года — 10 февраля 1999 года, Москва) — деятель советского Военно-Морского Флота. Капитан 1 ранга-инженер. Подводник. Военный специалист в области создания и испытаний морских баллистических комплексов стратегического назначения. Участник Великой Отечественной войны. Лауреат Государственной премии СССР (1978).

## Биография
Олег Горожанский родился 30 января 1924 года. В 1942 году поступил в Высшее военно-морское инженерное училище им. Ф. Э. Дзержинского. С мая по октябрь 1943 года принимал участие в боевых действиях Северного флота (БО «Штурман»). В 1947 году с отличием окончил училище и, получив диплом инженер-механика, был направлен в распоряжение командующего Черноморским флотом для дальнейшего прохождения службы.
С 1947 по 1951 гг. служил на подводных лодках Черноморского Флота, в том числе служил командиром БЧ-5 на гвардейской подводной лодке ПЛ «М-35».
С 1951 по 1955г был слушателем Военно-морской Академии кораблестроения и вооружения им. акад. А. Н. Крылова (г. Ленинград). Во время учёбы входил в Научно-технический Комитет от Академии и принимал участие в проектных работах по созданию ракетного комплекса Д-1. После окончания Академии по специальности «спецоружие» был направлен в Управление ракетно-артиллерийского вооружения ВМФ (УРАВ ВМФ СССР) (г. Москва), где служил с 1955 по 1982 гг. старшим офицером, заместителем начальника и с 1968 г. начальником 3-го отдела.
С первых дней организации конструкторского бюро проектирования и создания стратегических ядерных сил (1955 г.) был соратником академика Королёва С. П. и академика Макеева В. П. Принимал непосредственное участие в разработке, испытаниях, освоении первой баллистической ракеты, размещаемой на подводных лодках (БРПЛ) Р-11ФМ и комплексов атомных ракетных подводных лодок стратегического назначения. Прошёл все этапы испытания баллистических ракет стратегического назначения, начиная с надводного старта с подводной лодки АВ-611 (гл. конструктор — Исанин Н. Н.). Находясь на службе в Центральном аппарате ВМФ, совместно с СКБ-385, руководимом Макеевым В. П., все годы был организатором и непосредственным участником создания и внедрения новой техники на корабли Военно-Морского Флота. Был непосредственным участником создания и всех видов испытаний ракетных комплексов подводного старта. Был постоянным и непосредственным участником разработок и выдачи тактико-технических заданий (ТТЗ) на ракетные комплексы морского базирования (Д-2, Д-5, Д-9Р, Д-9М, Д-19) и их модификаций. Являлся непосредственным организатором и создателем служб авторского и гарантийного надзора ракетных комплексов морского базирования (Северный Флот, Тихоокеанский Флот и предприятия оборонной промышленности). Взаимодействовал с НИИ АН СССР, НИИ Военно-Промышленного Комплекса, Министерствами судостроительной промышленности, общего машиностроения и с предприятиями промышленности по кооперации создания ракетных комплексов морского базирования с баллистическими ракетами и атомными стратегическими подводными лодками конструкторского бюро морской техники (ЦКБ МТ «Рубин») (главный конструктор академик Ковалёв С. Н. и академик Спасский И. Д.). Был постоянным участником заседаний Совета главных конструкторов КБ министерства общего машиностроения, а также заседаний Комиссий судостроительной промышленности и общего машиностроения и военных Советов ВМФ. Уделял серьёзное внимание работе по воспитанию и подбору кадров как в свой отдел, так и в подразделения военного контроля на предприятиях промышленности.
Ушёл в отставку в 1982 г. После окончания службы О. В. Горожанский отдавал свои знания и опыт специалистам военных представительств Минобороны. Смерть застала его на этом посту 10 февраля 1999 года. Похоронен в Москве на Троекуровсом кладбище.

## Награды
Участник Великой Отечественной войны, Лауреат Государственной Премии СССР (1978г).
Награждён 4 орденами: Октябрьской Революции (1975 г.), Трудового Красного Знамени (1969 г.), Отечественной войны 2-й степени (1985 г.), Знак Почёта (1963 г.), и 26 медалями, в том числе медалями «За Боевые Заслуги», акад. Королёва, акад. Янгеля, акад. Макеева, маршала Жукова, адмирала Кузнецова и другими.